# خوسيه كارلوس أونيل
خوسيه كارلوس أونيل هو تاجر برتغالي، ولد في 1 أغسطس 1815 في لشبونة في البرتغال، وتوفي في 21 يونيو 1887.